# Buling (Ratsherrngeschlecht)
Die Familie Buling war ein Dresdner Ratsherrengeschlecht, welches im 14. und 15. Jahrhundert zu den einflussreichsten Patrizierfamilien der Stadt gehörte. Mehrere Mitglieder gehörten dem städtischen Rat an und waren als Bürgermeister tätig. Außerdem besaß die Familie Zinsrechte und Besitzungen in umliegenden Orten von Dresden.

## Bedeutende Mitglieder

### Cunradus Buling
Cunradus Buling ist das erste urkundlich nachweisbare Mitglied der Familie im Dresdner Rat. Erstmals genannt wird er als Zeuge in einer Urkunde vom 16. August 1303. 1309 gehörte er gemeinsam mit „Tyce, sin Bruder“ dem städtischen Rat an, ebenso in den Jahren 1311, 1315 und 1316. 1316 verkaufte er mit Zustimmung seiner Söhne den ihm geleisteten Pfefferzins an das Dresdner Hospital, 1326 die Zinsen des heute nicht mehr existierenden Ortes Rodstok (=Rostagk, Ortswüstung bei Cotta). 1329 ist er unter den Zinspflichtigen des Klosters Seußlitz genannt. Cunradus Buling verstarb um 1337 und wird nach seinem Tod als Stifter eines Altars genannt.

### Theodoricus Buling
Im Jahr 1315 wird in Urkunden ein Theodoricus als magister civium, d. h. Bürgermeister erwähnt (Urkunde vom 7. Januar 1315). 1316 taucht er erneut unter dem Namen Tice Bulinc als Bürgermeister auf, 1317 wieder als Theodoricus. Obwohl Theodoricus nur mit seinem Vornamen genannt wird, geht der Historiker Otto Richter davon aus, dass es sich um ein Mitglied der Familie Buling handelte.

### Bulingus
1371 wird auf einer Rechnung des Dresdner Maternihospitals ein Bulingus als Bürgermeister genannt. Dieser gehört zu den 185 nur mit einem Einzelnamen belegten von insgesamt 269 namentlich bekannten Ratsmitgliedern aus der Zeit bis 1500.

### Tycze Buling
Erstmals gehörte Tycze Buling 1362 dem Rat an. 1376 wird als Aussteller einer Urkunde vom 5. Dezember als Bürgermeister erwähnt. Tycze Buling ist nicht mit dem 1316 amtierenden gleichnamigen Bürgermeister identisch.

### Hannus Buling
Hannus (Hans) Buling wird erstmals im Jahr 1380 als Mitglied des Rates erwähnt. 1395 und 1398 ist  er als Bürgermeister im Geschossregister verzeichnet, 1401 erneut auf einer Kämmereirechnung. 1408 war er gemeinsam mit seinem Bruder Heinrich Lehnsherr des Vorwerks Ussemig (Auswigk) und Inhaber von Zinsrechten in Kötzschenbroda. 1403 ist er letztmals als Ratsherr genannt.

### Heinrich Buling
Heinrich Buling hatte im 14. Jahrhundert das Amt des Vikars der Pfarrei zu Kötzschenbroda inne. Seine Bezahlung oblag dem Meißner Archidiakon Hermann von Wolftitz, der sich vom Bischof die Einkünfte der Pfarrei hatte zusprechen lassen. 1354 erklärte Buling seinen Verzicht auf das Pfarramt und ersuchte um Emeritierung, da „ihm seine Armut nicht gestattete, die geistlichen Gebäude in baulichem Zustande zu unterhalten und die Äcker und Weinberge der Pfarrei gehörig zu bestellen“. Bei seiner Entlassung aus dem Amt erhielt er vom Bischof eine Jahresrente von 8 Schock breiten Prager Groschen, damit „genannter Bulingi nicht zur Schande des Klerus betteln gehen müsse“.